# Grand Prix Formule 1 van Portugal 1994
De Grand Prix Formule 1 van Portugal 1994 werd gehouden op 25 september 1994 op Estoril.

## Verslag

### Kwalificatie
Gerhard Berger pakte de pole-position voor Ferrari voor Damon Hill en zijn teammaat David Coulthard. Mika Häkkinen vertrok vanop de vierde stek, terwijl Jean Alesi als vijfde en Ukyo Katayama als zesde vertrokken. De top-10 werd vervolledigd door Martin Brundle, Rubens Barrichello, Heinz-Harald Frentzen en Jos Verstappen.

### Race
Bij de start nam Berger de leiding voor de beide Williams-Renaults. In de achtste ronde moest Berger echter opgeven met een kapotte transmissie. Coulthard nam hierdoor de leiding tot aan de pitstops. Alesi reed even aan de leiding tot ook hij in de pits ging waarna Barrichello tot aan zijn stop de leiding overnam. Coulthard reed hierna opnieuw op de eerste plaats tot Hill hem voorbij kon gaan terwijl hij een achterligger dubbelde. De posities bleven ongewijzigd en Hill won de race voor Coulthard, Mika Häkkinen, Barrichello en Verstappen. Brundle pakte het laatste puntje.
Hierdoor kwam Hill tot op één punt van Michael Schumacher in de strijd voor het wereldkampioenschap.

## Uitslag
| Positie | Nummer | Rijder                | Team              | Ronden | Tijd/Opgave         | Startplaats | Punten |
| ------- | ------ | --------------------- | ----------------- | ------ | ------------------- | ----------- | ------ |
| 1       | 0      | Damon Hill            | Williams-Renault  | 71     | 1:45:10.1           | 2           | 10     |
| 2       | 2      | David Coulthard       | Williams-Renault  | 71     | +0.603              | 3           | 6      |
| 3       | 7      | Mika Häkkinen         | McLaren-Peugeot   | 71     | +20.193             | 4           | 4      |
| 4       | 14     | Rubens Barrichello    | Jordan-Hart       | 71     | +28.003             | 8           | 3      |
| 5       | 6      | Jos Verstappen        | Benetton-Ford     | 71     | +29.385             | 10          | 2      |
| 6       | 8      | Martin Brundle        | McLaren-Peugeot   | 71     | +52.702             | 7           | 1      |
| 7       | 15     | Eddie Irvine          | Jordan-Hart       | 70     | +1 Ronde            | 13          |        |
| 8       | 9      | Christian Fittipaldi  | Arrows-Ford       | 70     | +1 Ronde            | 11          |        |
| 9       | 10     | Gianni Morbidelli     | Arrows-Ford       | 70     | +1 Ronde            | 16          |        |
| 10      | 25     | Eric Bernard          | Ligier-Renault    | 70     | +1 Ronde            | 21          |        |
| 11      | 12     | Johnny Herbert        | Lotus-Mugen-Honda | 70     | +1 Ronde            | 20          |        |
| 12      | 23     | Pierluigi Martini     | Minardi-Ford      | 69     | +2 Rondes           | 18          |        |
| 13      | 24     | Michele Alboreto      | Minardi-Ford      | 69     | +2 Rondes           | 19          |        |
| 14      | 19     | Yannick Dalmas        | Larrousse-Ford    | 69     | +2 Rondes           | 23          |        |
| 15      | 32     | Jean-Marc Gounon      | Simtek-Ford       | 67     | +4 Rondes           | 26          |        |
| 16      | 11     | Philippe Adams        | Lotus-Mugen-Honda | 67     | +4 Rondes           | 25          |        |
| DQ      | 26     | Olivier Panis         | Ligier-Renault    | 70     | Gediskwalificeerd   | 15          |        |
| NF      | 4      | Mark Blundell         | Tyrrell-Yamaha    | 61     | Motor               | 12          |        |
| NF      | 5      | Jyrki Järvilehto      | Benetton-Ford     | 60     | Spin                | 14          |        |
| NF      | 29     | Andrea de Cesaris     | Sauber-Mercedes   | 54     | Spin                | 17          |        |
| NF      | 27     | Jean Alesi            | Ferrari           | 38     | Ongeluk met Brabham | 5           |        |
| NF      | 31     | David Brabham         | Simtek-Ford       | 36     | Ongeluk met Alesi   | 24          |        |
| NF      | 30     | Heinz-Harald Frentzen | Sauber-Mercedes   | 31     | Differentieel       | 9           |        |
| NF      | 20     | Erik Comas            | Larrousse-Ford    | 27     | Ophanging           | 22          |        |
| NF      | 3      | Ukyo Katayama         | Tyrrell-Yamaha    | 26     | Versnellingsbak     | 6           |        |
| NF      | 28     | Gerhard Berger        | Ferrari           | 7      | Versnellingsbak     | 1           |        |
| NQ      | 34     | Bertrand Gachot       | Pacific-Ilmor     |        |                     |             |        |

## Wetenswaardigheden
- Philippe Adams kocht zich in bij Lotus.
- Olivier Panis werd na de race gediskwalificeerd doordat de houten plank onder de wagen te hard afgesleten was.

## Statistieken
| Pole-position | Gerhard Berger  | Ferrari          | 1:20.608 |
| Snelste ronde | David Coulthard | Williams-Renault | 1:22.446 |

## Noot
- Dit was de tiende pole position voor Gerhard Berger.
- Eerste rondes als raceleider voor Rubens Barrichello.
- Eerste podiumplaats voor David Coulthard.

1958 · 1959 · 1960 · 1984 · 1985 · 1986 · 1987 · 1988 · 1989 · 1990 · 1991 · 1992 · 1993 · 1994 · 1995 · 1996 · 2020 · 2021